# A Joke on Jane
A Joke on Jane è un cortometraggio muto del 1914 diretto da Harry A. Pollard. Pollard, che è anche interprete del film insieme alla moglie Margarita Fischer, scrisse la sceneggiatura basata su un soggetto di J. Edward Hungerford.

## Trama
Rich, un po' orso e brontolone, si rifiuta di accompagnare la giovane e bella moglie a una festa. Lei, che non ha remore, vi si reca da sola. Il marito, allora, decide di giocarle uno scherzo: con la complicità dell'amico Tom finge che uno scassinatore sia entrato in casa, facendosi poi legare e imbavagliare. Tom, tornato a casa, non sta zitto e racconta tutto alla moglie. Questa manda subito un biglietto all'amica Jane per avvisarla di quello che le hanno preparato i due. Jane, tutta allegra, mostra il biglietto agli amici e si affretta verso casa dove, intanto, è entrato un vero ladro. Il malvivente alla vista di tutto quel bottino e del padrone di casa inerme, non si fa scappare l'occasione e comincia a saccheggiare la casa.

Jane non si accorge della rapina in atto e si diverte a torturare il marito, solleticandolo e mostrandogli poi il biglietto. Alla fine, gli annuncia che passerà la notte legato e che lei lo libererà solo il giorno dopo. Rich, sempre imbavagliato, non riesce a farle capire ciò che sta succedendo. Così, quando Jane entra in camera da letto, vi scopre uno sconosciuto e quasi sviene per lo spavento. Non si perde però d'animo e lo chiude a chiave dentro la stanza. Poi chiama la polizia.

Il ladro viene portato via. Quando a Rich tolgono il bavaglio dalla bocca, lui dichiara solennemente che quello sarà l'ultimo scherzo stupido della sua vita.

## Produzione
Il film fu prodotto dalla American Film Manufacturing Company.

## Distribuzione
Distribuito dalla Mutual, il film - un cortometraggio in una bobina - uscì nelle sale statunitensi il 14 luglio 1914.